# Sobrado à Praça Anchieta, n. 20
O Sobrado à Praça Anchieta, n. 20 é uma edificação localizada em Salvador, município do estado brasileiro da Bahia. Foi tombado pelo Instituto do Patrimônio Histórico e Artístico Nacional (IPHAN) em 1943, através do processo de número 253.

## Arquitetura
Sobrado urbano, desenvolvido em três pavimentos, com pequeno pátio no fundo, que se articula com o saguão por um corredor. Apresenta características arquitetônicas semelhantes ao sobrado nº 18, ao qual se integra volumetricamente. Sua fachada se caracteriza pela predominância de vazios sobre cheios. Apresenta janelas de púlpito no segundo andar e cunhais epistolados de lioz, material também empregado nas cercaduras, portada e bacia do balcão. O saguão tem piso rosa e preto e escadaria de pedra clara que nasce do fundo de um arco, também de pedra. A escada é flanqueada por silhares de azulejos do tipo tapete, muito raros, em azul e branco.
Foi tombado pelo IPHAN em 1943, recebendo tombo histórico (Inscrição 194/1943).